# Сугімото Кайто
Кайто Сугімото (яп. 杉本 海誉斗, Kaito Sugimoto, нар. 17 березня 2000, Тіба) — японський гімнаст. Чемпіон та призер чемпіонату світу та Універсіади.

## Біографія
Закінчив середню школу в Фінабасі. Навчається в Японському університеті спортивної науки, Токіо.

## Спортивна кар'єра
В шестирічному віці почав займатися плаванням, однак втратив інтерес та перейшов до секції спортивної гімнастики.
2023
На дебютному чемпіонаті світу в Антверпені, Бельгія, потрапив до основного складу команди через травму плеча Теппей Міва, однак зробив вагомий внесок у здобуття командної золотої медалі, виконавши в фіналі командної першості впевнено вправи на кільцях та паралельних брусах. В фіналі вправи на паралельних брусах здобув першу особисту медаль - бронзу.

## Результати на турнірах
| Рік  | Змагання        | КБ | ІБ | Вільні вправи | Кінь | Кільця | Опорний стрибок | Паралельні бруси | Перекладина |
| ---- | --------------- | -- | -- | ------------- | ---- | ------ | --------------- | ---------------- | ----------- |
| 2023 | Універсіада     | 2  |    |               |      |        |                 | 2                | 3           |
| 2023 | Чемпіонат світу | 1  |    |               |      |        |                 | 3                |             |